# Bình vôi hoa đầu
Bình vôi hoa đầu, phấn phòng kỷ, hán phòng kỷ, kim tuyến điếu ô quy hay phòng kỷ (danh pháp hai phần: Stephania cephalantha, đôi khi viết là Stephania cepharantha, đồng nghĩa S. tetrandra var. glabra, S. disciflora) là một loài thực vật có hoa trong họ Menispermaceae.
Trong y học cổ truyền Trung Hoa nó có thể thay thế cho hán phòng kỷ (Stephania tetrandra) với các tính chất dược học gần tương tự.

## Đặc điểm
Cây thân thảo sống lâu năm. Rễ củ dạng cầu. Lá đơn, mọc cách, cuống lá dài xấp xỉ phiến lá. Phiến lá dạng tam giác đến gần tròn, dài và rộng khoảng 5– 1 cm, chóp lá có đỉnh tròn hoặc nhọn sắc, thường có một gai rất nhỏ, ngắn. Gốc lá bằng hoặc hơi lõm, gân 9 - 11 xuất phát từ chỗ đính củ cuống lá thành hình chân vịt.
Hoa đơn tính khác gốc. Cụm hoa đực và hoa cái đều dạng đầu, do nhiều xim tán có cuống rất ngắn hợp thành, đỉnh cuống cụm hoa phồng to hoặc có đế dạng đĩa. Hoa nhỏ gần như không cuống. Hoa đực có 6 lá đài xếp 2 vòng, mỗi vòng 3, đều, hình thìa, cánh hoa màu vàng cam, hình quạt tròn cong dạng vỏ hến. Nhị dính thành cột nhỏ, cao khoảng 3 mm, bao phấn dính thành đĩa, 6 ngăn.
Hoa cái có một đài, 2 cánh hoa, đính cùng một phía của hoa, lá đài hình ô van tròn hoặc hình trứng, cánh hoa màu vàng cam, hình quạt tròn, cong dạng vỏ hến. Bầu hình trứng, núm nhụy 4-5 thùy dạng sợi hoặc hình dùi. Quả hình trứng ngược, dài 0,7 cm, rộng 0,5 cm, hơi dẹt 2 bên. Hạt hình móng ngựa tròn dẹt, không có lỗ thủng ở giữa, trên lưng hạt có 4 hàng vân hạt, mỗi hàng 15 - 16 hạt.
Ra hoa vào cuối mùa xuân, khoảng từ tháng 2 tới tháng 4, mùa quả chín tháng 6-8. Cây tái sinh chồi vào mùa xuân và trồng được bằng rễ củ.
Cây sống trong rừng thứ sinh, trên núi đá vôi, độ cao 100 m trở lên. Cây mọc bám vào đá, nhưng có thể mọc ở rừng núi đất. Cây ưa sáng, ẩm, nhưng cũng có khả năng chịu được nắng hạn, cũng như chịu bóng râm.

## Phân bố
- Việt Nam: tỉnh Quảng Ninh trong khu vực Cẩm Phả.
- Trung Quốc: Các tỉnh Thiểm Tây, Quý Châu, Quảng Tây, Quảng Đông.
- Đài Loan